# Herniaria rhiphaea
Herniaria rhiphaea är en nejlikväxtart som beskrevs av Font Quer. Herniaria rhiphaea ingår i släktet knytlingar, och familjen nejlikväxter. Inga underarter finns listade i Catalogue of Life.